# Abacena crassipalpis
Abacena crassipalpis är en fjärilsart som beskrevs av William Schaus 1916. Abacena crassipalpis ingår i släktet Abacena och familjen nattflyn. Inga underarter finns listade i Catalogue of Life.